# Sam Rivers (saxophoniste)
Pour les articles homonymes, voir Sam Rivers.
Samuel Carthorne Rivers, né à El Reno (Oklahoma) le 25 septembre 1923 et mort le 26 décembre 2011 à Orlando, est un musicien et compositeur de jazz américain. Il joue du saxophone ténor et soprano, ainsi que de la clarinette basse, de la flûte, de l'harmonica et du piano.
Actif dans le jazz depuis les années 1950, Sam Rivers s'est rendu célèbre avec l'arrivée du free jazz dans les années 1960. Ayant une connaissance approfondie de la théorie musicale, de l'orchestration et de la composition, il a été un artiste influent et de premier plan dans la musique de jazz.

## Les débuts
Grâce à son père, qui était chanteur de gospel avec les Fisk Jubilee Singers et le Silverstone Quartet à la fin du  XIXe siècle, Sam Rivers baigne très jeune dans la musique. Après un déménagement, il entre en 1947 au conservatoire de Boston avec Alan Hovhaness.

## L'époque Blue Note
En 1959, Sam Rivers commence à se produire avec le jeune batteur Tony Williams, alors âgé de treize ans. Il fait un bref passage auprès du Miles Davis Quintet en 1964, avec l'appui de Tony Williams, et participe à l'enregistrement de l'album Miles In Tokyo. Malheureusement, le style de Sam Rivers est jugé trop free pour être compatible avec la musique de Miles Davis à cette époque, qui le fait remplacer par Wayne Shorter. Sam Rivers signe chez Blue Note Records, pour qui il enregistre quatre albums à son nom (avec notamment à ses côtés Jaki Byard, Herbie Hancock et Freddie Hubbard), et il participe en tant que sideman à de nombreux enregistrements avec entre autres Tony Williams, Andrew Hill et Larry Young.
La musique de Sam Rivers est enracinée dans le bebop, mais il reste un aventurier, et devient adepte du free jazz. Son premier album chez Blue Note, Fushia Swing Song, est aujourd'hui considéré comme un chef-d'œuvre de l'approche "inside-outside" (dedans-dehors) : l'artiste oblitère fréquemment le cadre harmonique explicite ("going outside"), mais garde une attache discrète pour être en mesure d'y revenir de manière transparente ("going inside"). Avec ce processus, Sam Rivers a ainsi amené les outils conceptuels du bebop à un niveau différent, capable à tout moment de "raconter une histoire", ce que Lester Young avait défini comme une référence pour tout improvisateur dans le jazz.
Ses talents de compositeur étaient déjà évidents à cette époque : sa ballade Beatrice dans l'album Fushia Swing Song est devenue un standard pour les saxophonistes ténors.

## L'époque du loft

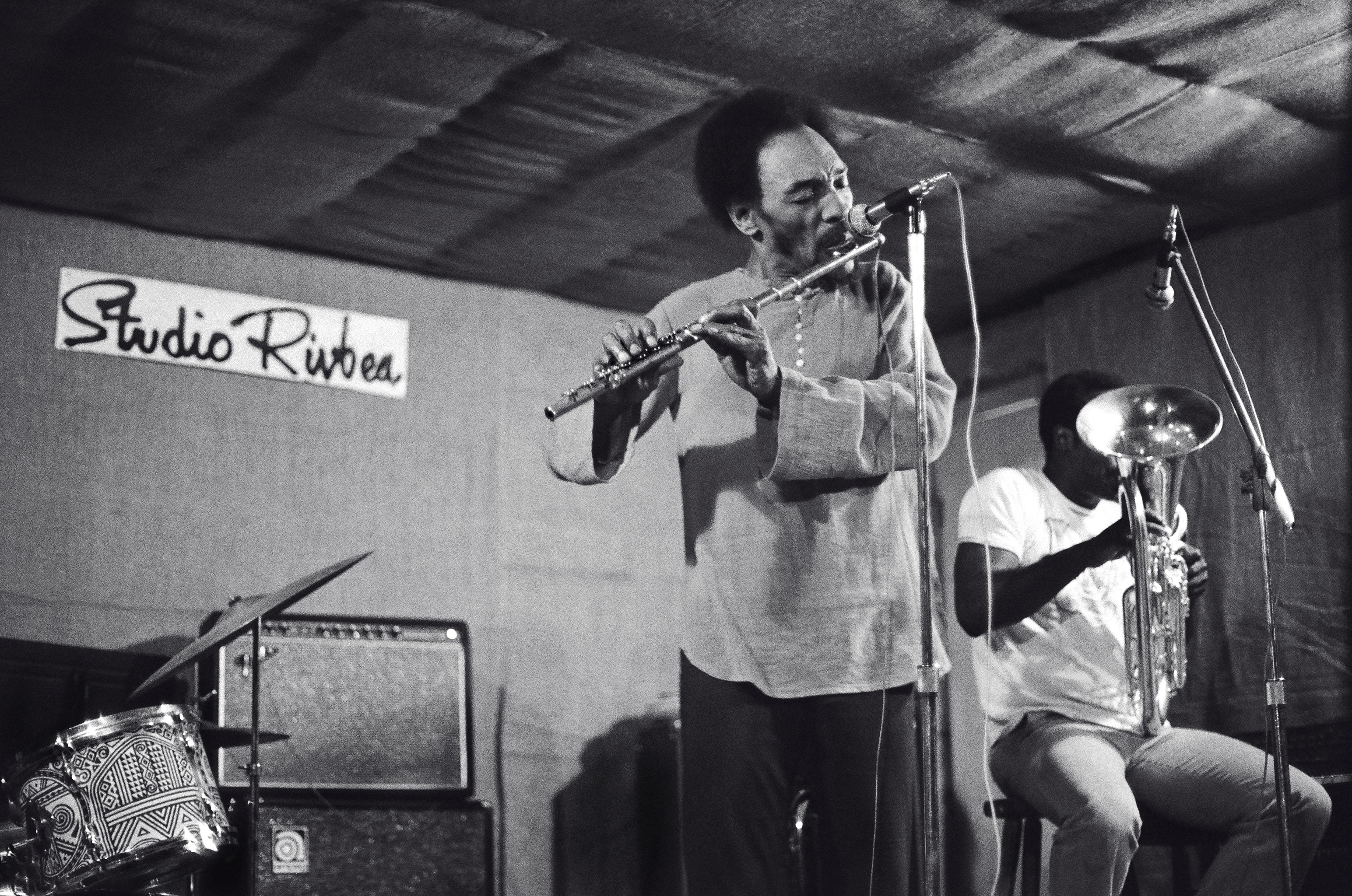
Sam Rivers et Joe Daley au Rivbea Studio, 1976

Pendant les années 1970, Sam Rivers et sa femme Bea géraient une scène de jazz à l'intérieur d'un loft, le "Rivbea Studio", situé à New York dans le quartier de NoHo. Il continua à enregistrer pour divers labels, dont plusieurs albums pour Impulse! (Streams, enregistré en live à Montreux, Hues en trio, Sizzle en quartet, et Crystals, son premier album en big band). Le plus connu des albums de l'époque loft est sans doute Conference of the Birds, dans lequel il apparaît aux côtés de Dave Holland, avec Anthony Braxton et Barry Altschul.

## Carrière récente
Sam Rivers se produit régulièrement avec son orchestre ou en trio avec Doug Matthews et Rion Smith. En 1998, après trois albums avec Tony Hymas (dont un qui a fait l'objet du film Quatre jours à Occoe de la réalisatrice Pascale Ferran) il a enregistré pour RCA Victor deux albums avec le Rivbea All-Star Orchestra : Culmination et Inspiration (dont le premier morceau  est une ré-interprétation du Tanga (Machito) de Dizzy Gillespie, Rivers ayant joué dans l'orchestre de Dizzy peu de temps avant sa mort).
Sam Rivers et le Rivbea All-Star Orchestra ont enregistré plusieurs nouvelles compositions aux Sonic Cauldron Studios à Winter Springs, Comté de Seminole (Floride).

## Discographie

### En tant que leader
- 1964: Fuchsia Swing Song (Blue Note Records)
- 1965: Contours (Blue Note)
- 1966: A New Conception  (Blue Note)
- 1967: Dimensions And Extensions  (Blue Note)
- 1974: Crystals (Impulse!)
- 1973: Streams (Impulse!)
- 1975: Involution, (Blue Note)
- 1976: Sam Rivers/Dave Holland Vols. 1 & 2, (Improvising Artists)
- 1976: Sizzle (Impulse!)
- 1976: The Tuba Trio Vols 1-3 (Circle)
- 1976: Jazz Of The 70's (Circle)
- 1978: Waves, (Tomato)
- 1980: Contrasts, (ECM 1162)
- 1981: Crosscurrent, (Blue Marge 1005)
- 1997: Configuration, nato
- 1998: Eight Day Journal, nato (with Tony Hymas)
- 1999: Winter Garden, nato (with Tony Hymas)
- 1999: Inspiration, (RCA Victor)

### Comme sideman
- Life Time, avec Tony Williams, Blue Note Records, 1964.
- Miles in Tokyo avec Miles Davis, Columbia, 1964.
- Into Somethin' , avec Larry Young, Blue Note Records, 1964.
- Spring, avec Tony Williams,  Blue Note Records, 1965.
- Dialogue avec Bobby Hutcherson, Blue Note Records, 1965.
- Change, avec Andrew Hill, Blue Note Records, 1966
- The Great Concert, avec Cecil Taylor, Prestige, 1969.
- Conference of the Birds, avec le Dave Holland Quartet, ECM, 1973.
- In the Name of..., avec le Music Revelation Ensemble, DIW, 1993.
- Tangens, avec Alexander von Schlippenbach, FMP ,1998
- Black Stars, avec Jason Moran, Blue Note Records, 2001.
- Diaspora Blues, avec Steven Bernstein et le Sam Rivers Trio, Tzadik, 2002.
- Torque — Brian Groder avec le Sam Rivers Trio, 2007